# Emir Granov
Emir Granov és un exfutbolista bosnià, nascut a Sarajevo el 17 de febrer de 1976. Jugava de davanter.
Ha jugat a la lliga bosniana, portuguesa, hongaresa i espanyola, encara que sense arribar a esdevenir titular en aquestes competicions.
Retirat prematurament el 2001, va dedicar-se al món dels negocis, obrint el 2003 una fàbrica tèxtil a Goradze (Bòsnia).